# Ces maudits chapeaux
Ces maudits chapeaux (Those Awful Hats) est un film muet américain réalisé par D. W. Griffith, sorti en 1909.

## Synopsis
(En haut, à gauche du cadre, un écran de cinéma sur lequel est projeté un film devant un parterre de spectateurs et de rares spectatrices. Au pied de l'écran, un pianiste accompagne le film programmé.)
Une jolie dame entre dans la diagonale du champ de la caméra, cherche à s'asseoir, mais, constatant qu'il ne reste de libres que des places au premier rang ou des places à côté de certains messieurs dragueurs qui n'ont pas manqué de remarquer la demoiselle, elle quitte la salle. Entre alors un bellâtre portant costume à carreaux et chapeau haut de forme, qui s'efface en la saluant, devant une femme coiffée d'une imposante capeline à fleurs. Avec l'aide du bellâtre, elle s'installe à côté d'une autre femme, provoquant la colère des deux dragueurs qui lui offraient une place à leur côté. Il en viennent même aux mains avec le bellâtre. C'est alors que deux autres dames entrent, elles aussi coiffées de capelines encore plus fleuries et larges. Avec aplomb, elles choisissent de s'asseoir au premier rang, tout juste devant l'écran. 
Le bellâtre abandonne ses fausses bonnes manières et entre en altercation avec les suffragettes qui ne craignent pas de l'affronter, soutenues par l'arrivée d'une troisième femme coiffée d'une capeline extravagante. Chacun se querelle avec tout le monde, plus personne ne regarde le film qui se déroule lui aussi d'ailleurs dans la plus grande confusion. 
Soudain, une pince géante descend du plafond et confisque le chapeau d'une des dames, provoquant les applaudissements frénétiques de la gent masculine, misogynie oblige ! Un second surgissement de la pince monstrueuse emporte directement l'une des dames et son chapeau ! 
Un carton (intertitre) affiche le texte suivant : « Ladies will please remove their hats » (les dames sont priées d'ôter leur chapeau).

## Fiche technique
- Titres : Ces maudits chapeaux, ou Son nouveau chapeau, ou Ces sacrés chapeaux[1]
- Titre original : Those Awful Hats
- Réalisation et scénario : D. W. Griffith
- Société de production et de distribution : American Mutoscope and Biograph Company[2]
- Photographie : G. W. Bitzer
- Pays :  États-Unis
- Format[3] : Noir et blanc - Muet - 1,33:1 ou 1,37:1[4] - 35 mm[4],[5]
- Longueur de pellicule : 185 pieds (56 mètres[5])
- Durée : 2 minutes 43 secondes (à 16 images par seconde)[3]
- Genre : Comédie[4]
- Date de sortie : 25 janvier 1909

## Distribution
Les noms des comédiens proviennent de l'Internet Movie Database.
- Mack Sennett : l'homme à la veste à carreaux
- Flora Finch : la femme au grand chapeau
- Linda Arvidson : une spectatrice
- John R. Cumpson : un spectateur
- Florence Lawrence : une spectatrice
- Arthur V. Johnson : un spectateur
- Robert Harron : un spectateur
- George Gebhardt : un spectateur[6]
- Anita Hendrie : une spectatrice[6]
- Charles Inslee : un spectateur[6]
- Gertrude Robinson : une spectatrice[6]
- Dorothy West : une spectatrice[6]

## Autour du film
Les scènes du film ont été tournées les 11 et 12 janvier 1909, dans le studio de la Biograph à New York.
Le procédé connu aujourd'hui sous le nom de Dunning-Pomeroy Process (des noms de C. Dodge Dunning et Roy Pomeroy) et précurseur de l'incrustation par écran bleu ou vert, est utilisé pour simuler le film projeté. Lors de la restauration du film, les images de ce « film dans le film » étaient perdues et ont été remplacées par une scène de At the Crossroads of Life, un film où D. W. Griffith joue.
Le film est considéré comme l'un des premiers à avoir servi d'annonce avant d'autres films. En effet, il permettait de rappeler aux femmes d'enlever leur chapeaux pour ne pas gêner les autres spectateurs.
À sa sortie, le film a été présenté sur la même bobine que The Welcome Burglar. Une copie est aujourd'hui conservée à la Bibliothèque du Congrès.